# Blanca Suárez

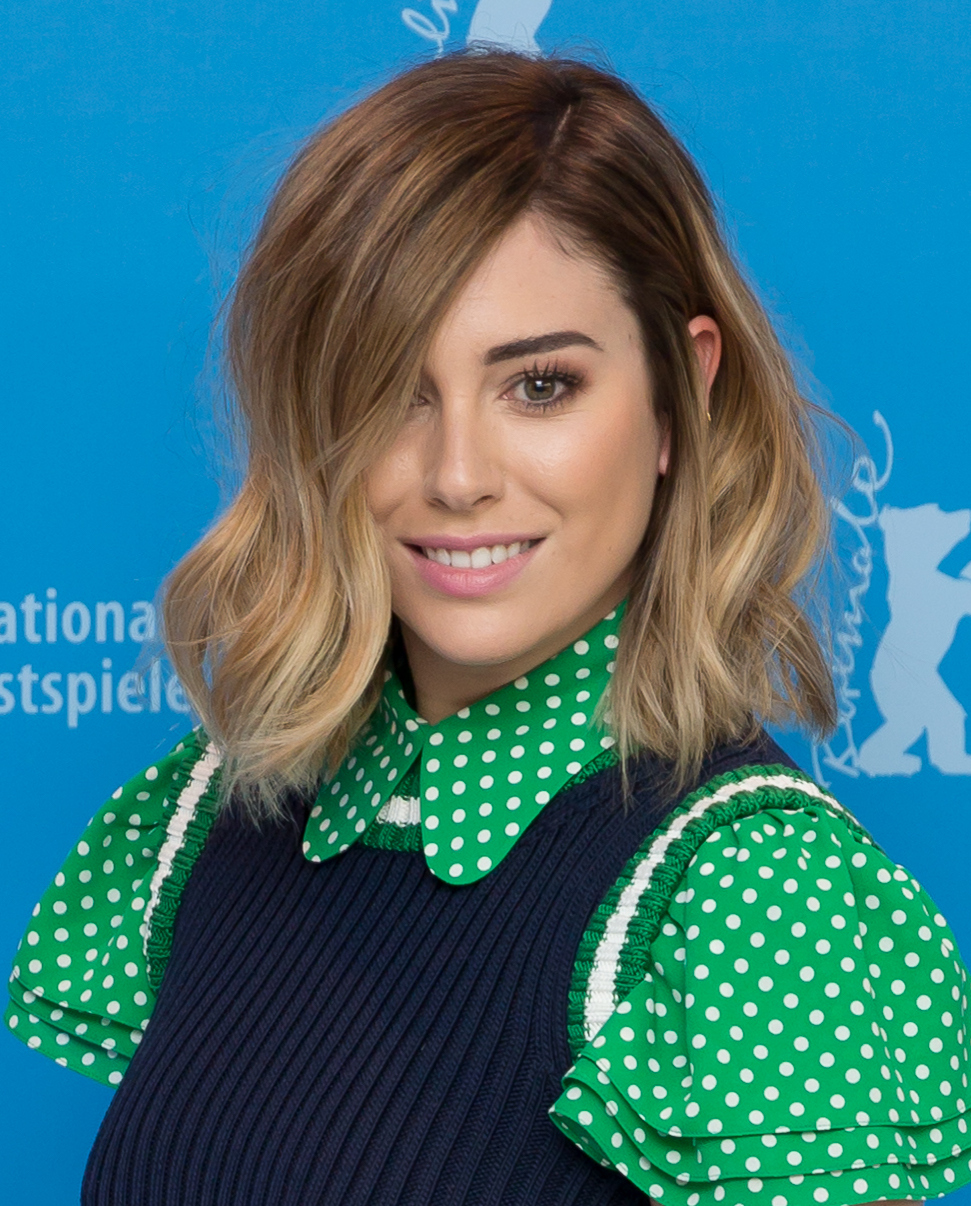
Blanca Suárez (2017)

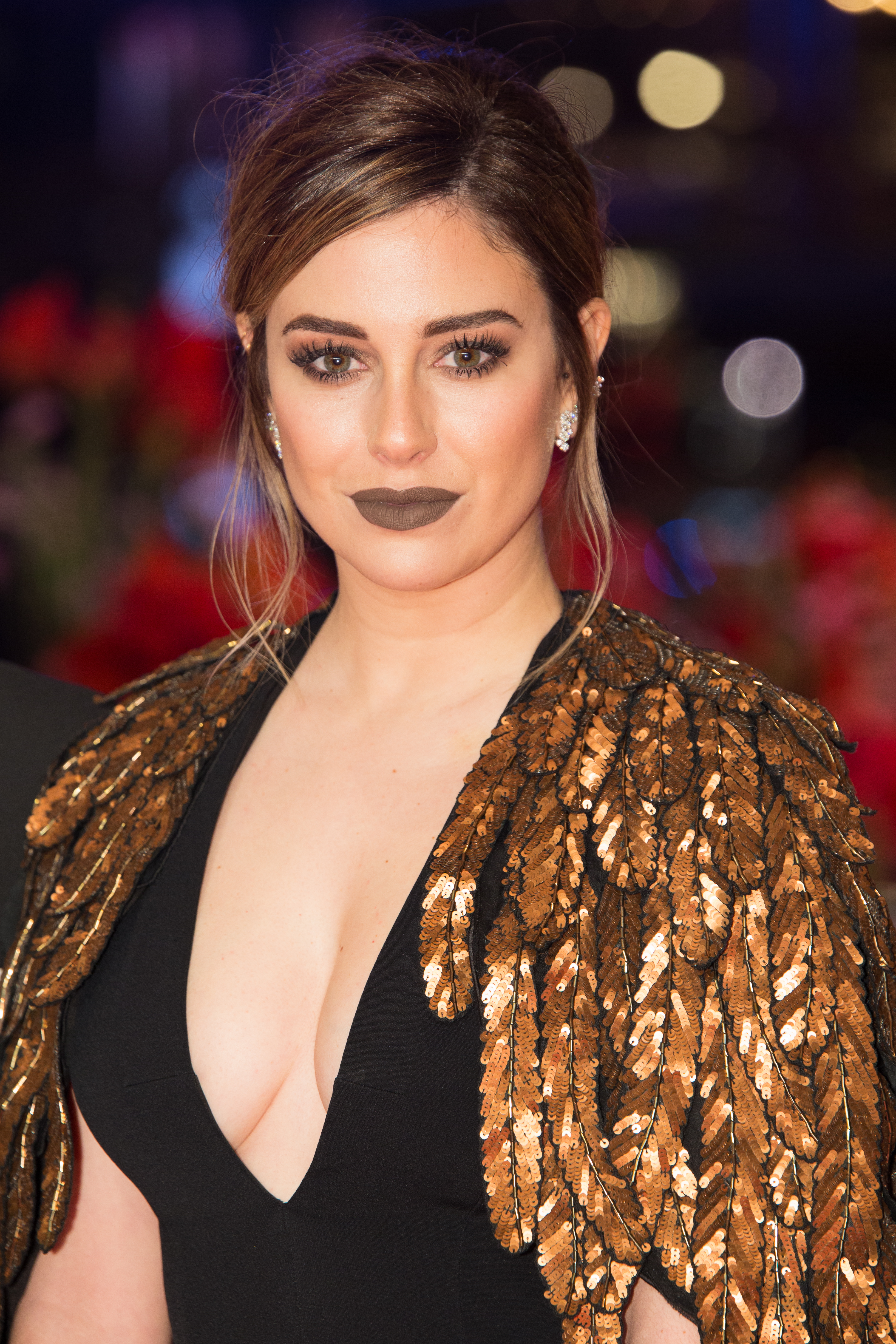
Blanca Suárez (Berlinale 2017)

Blanca Martinez Suárez (ur. 21 października 1988 w Madrycie) – hiszpańska aktorka filmowa i telewizyjna.

## Życiorys

### Młodość
Blanca Martínez Suárez urodziła się 21 października 1988 roku w Madrycie. Jest najmłodszą córką architekta miejskiego i jego żony Laury Suárez, bankiera z Madrytu.
Naukę aktorstwa rozpoczęła w Szkole Teatralnej Tritón w 1996 roku, do której uczęszczała aż do 2009 roku, kiedy to zagrała swoją ostatnią sztukę, osiągając już popularność w serialu telewizyjnym Internat. Na początku swojej kariery aktorskiej zapisała się na Uniwersytet Rey Juan Carlos w Madrycie, aby uzyskać stopień naukowy z zakresu komunikacji audiowizualnej, jednakże porzuciła studia, by poświęcić się karierze.

### Kariera
Blanca Suárez zadebiutowała na dużym ekranie rolą w filmie Eskalofrío, choć w telewizji pojawiła się już wcześniej w serialu Internat.
Największą rolą filmową aktorki był występ w obrazie Pedro Almodóvara Skóra, w której żyję, gdzie zagrała u boku Antonio Banderasa. Została także zauważona przez projektantów mody – często występuje w magazynach takich jak: "Glamour" czy "Cosmopolitan".

## Filmografia
| Rok       | Tytuł                     | Rola                                      | Uwagi                |
| --------- | ------------------------- | ----------------------------------------- | -------------------- |
| 2007-2010 | Internat                  | Julia Medina                              | serial, gł. rola     |
| 2008      | Eskalofrío                | Ángela                                    |                      |
| 2008      | Cobardes                  | Redaktorka                                |                      |
| 2009      | Fuga de cerebros          | Głos Angel                                |                      |
| 2009      | Universos                 | Dziewczyna                                |                      |
| 2009      | El Cónsul de Sodoma       | Sandra                                    |                      |
| 2010      | Hemisferio                | Violeta                                   |                      |
| 2010      | Carne de Neón             | Verónica                                  |                      |
| 2011      | Skóra, w której żyję      | Norma                                     |                      |
| 2011-2013 | Statek                    | Ainhoa Montero                            | serial, gł. rola     |
| 2012      | The Pelayos               | Ingrid                                    |                      |
| 2012      | Miel de naranjas          | Carmen                                    |                      |
| 2013      | Przelotni kochankowie     | Ruth                                      |                      |
| 2014      | Cuéntame un cuento        | Królewna Śnieżka                          | serial, 1 odc.       |
| 2014      | The Beauty And The Beast  | Bella Dubois in DalVille                  |                      |
| 2015      | Los nuestros              | Isabel                                    | miniserial, gł. rola |
| 2015      | Perdiendo el Norte        | Carla                                     |                      |
| 2015      | Carlos, rey emperador     | Izabela Portugalska                       | serial, 9 odc.       |
| 2015      | Mi gran noche             | Paloma                                    |                      |
| 2016      | Bakery in Brooklyn        | Daniella                                  |                      |
| 2016      | Lo que escondían sus ojos | Sonsoles de Icaza                         | miniserial, gł. rola |
| 2017      | El bar                    | Elena                                     |                      |
| 2017-2020 | Telefonistki              | Lidia Aguilar Dávila / Alba Romero Méndez | serial, gł. rola     |
| 2018      | Jakiś czas później        | Méndez                                    |                      |
| 2019      | Nie zważając na nic       | Sarah                                     |                      |
| 2020      | El verano que vivimos     | Lucía Vega                                |                      |
| 2021      | Jaguar                    | Isabel Garrido                            | serial               |
| 2022      | El Test                   | Berta                                     |                      |
| 2022      | Me he hecho viral         | Mabel                                     |                      |

## Nagrody i nominacje
- Nominacja do nagrody Goya za film Skóra, w której żyję (2011)[2]
- Wygrana Premio Talento Revelación del Cine Español za serial Internat (2009)[3]
- Wygrana Premios Ondas za serial Statek (2011)[4]